# Filtro a variabili di stato
Un filtro a variabili di stato è un tipo di filtro attivo. Esso è costituito da uno o più integratori, connessi in qualche configurazione a retroazione. L'implementazione più comune somma il segnale di ingresso con il suo integrale e il suo doppio integrale (integrale dell'integrale).

## Esempio con filtro biquad di Kerwin-Huelsman-Newcomb (KHN)
L'esempio dato sotto può produrre simultaneamente uscite di tipo passa-basso, passa-alto e passa-banda da un singolo ingresso. Questo è un filtro (biquad) del secondo ordine. La sua derivazione viene da una riorganizzazione della funzione di trasferimento dei filtri passa-alto, che è il rapporto di due funzioni quadratiche. La riorganizzazione rivela che un segnale è la somma di copie integrate di un altro. In pratica, la riorganizzazione rivela una struttura di filtro a variabili di stato. Utilizzando stati differenti come uscite, possono essere prodotti tipi differenti di filtri. In esempi più generali di filtro a variabili di stato, ordini di filtri aggiuntivi sono possibili con più integratori (cioè più stati).
Il segnale di ingresso è indicato con Vin; mentre le uscite LP, HP e BP danno rispettivamente i segnali filtrati passa-basso, passa-alto e passa-banda.
Per semplicità, poniamo:
{\displaystyle R_{f1}=R_{f2}}
{\displaystyle C_{1}=C_{2}}
{\displaystyle R_{1}=R_{2}}
Allora:
{\displaystyle F_{0}={\frac {1}{2\pi R_{f1}C_{1}}}}
{\displaystyle Q=\left(1+{\frac {R_{4}}{R_{q}}}\right)\left({\frac {1}{2+{\frac {R_{1}}{R_{g}}}}}\right)}
Il guadagno in banda passante per le uscite LP ed HP è dato da:
{\displaystyle A_{HP}=A_{LP}={\frac {R_{1}}{R_{G}}}}
Si può vedere che la frequenza di lavoro e il fattore di merito Q possono essere variati indipendentemente. Questo e la capacità di passare da una all'altra tra diverse risposte di filtro rendono il filtro a variabili di stato largamente utilizzato nei sintetizzatori analogici.
Valori per una frequenza di risonanza di 1 kHz sono Rf1 = Rf2 = 10k, C1 = C2 = 15nF ed R1 = R2 = 10k.

## Applicazioni
I filtri a variabili di stato sono usati frequentemente per modificare la risposta in frequenza nell'elaborazione dei segnali audio. Per basse regolazioni di Q essi sono usati spesso nei circuiti degli equalizzatori parametrici mentre per alte o variabili regolazioni di Q sono usati per creare moduli di filtri risonanti nei sintetizzatori analogici. Per il controllo manuale della frequenza, Rf1 ed Rf2 nella sezione vista sopra possono essere sostituiti da un doppio potenziometro, mentre per il controllo della tensione, i dispositivi U2 ed U3 possono essere sostituiti da amplificatori controllati in tensione o da amplificatori operazionali a transconduttanza.